# Hilianombasela
Hilianombasela is een bestuurslaag in het regentschap Nias Selatan van de provincie Noord-Sumatra, Indonesië. Hilianombasela telt 567 inwoners (volkstelling 2010).